# イーゴリ・テレンチエフ
イーゴリ・ゲラシモヴィチ・テレンチエフ（ロシア語: И́горь Гера́симович Тере́нтьев,ウクライナ語: Ігор Герасимович Терентьєв,英語: Igor Gerasimovich Terentiev、1886年1月29日［旧暦1月17日］ - 1937年6月17日）は、20世紀初頭のロシア未来派（ロシア・アヴァンギャルド）を代表するロシア、ソ連の詩人、作家、舞台監督。レニングラードを中心に「生きた新聞」上演などの演劇活動を行った。

## 生涯
イーゴリ・テレンチエフは、パヴログラードで、中尉である父ゲラシム・ルボヴィチ・テレンチエフと退役した騎兵隊長の娘である母エリザベス・ミハイロヴナ・フォン・デルフェルデンの間に生まれた。彼には、ウラジミール（1894年5月29日［旧暦5月17日］生）という弟と、オルガ（1897年5月11日［旧暦4月28日］生）、タチアナ（1900年5月31日［旧暦5月18日］生）という二人の妹がいる。
1900年初頭、テレンチエフ家はハリコフに居を移し、イーゴリはここで高校を卒業し、ハリコフ大学の法学部に入学。1912年に帝国モスクワ大学の法学部に転籍し、1914年に卒業する。
1916年に結婚し、トビリシに移住して妻ナターリヤと妻の父ミハイル・ヴィケンチェヴィチ・カルポヴィチの家で暮らした。 1918年にテレンチエフは、イリヤ・ズダネーヴィチ、キリル・ズダネーヴィチ、アレクセイ・クルチョーヌイフらによって結成された革命期グルジアの未来派集団「41°」に参加した。1922年にテレンチエフは自身の家族と再会するために亡命しようとするも、失敗する。コンスタンチノープルまでは移動したが、到着することには、彼の家族が定住したフランスへ行くためのビザの発給が停止されており、引き返さざるを得なかったのである。
1923年の夏にテレンチエフはペトログラードに移住した。カジミール・マレーヴィチ、ミハイル・マチューシン、パーヴェル・フィローノフとともに芸術文化博物館（のちのギンフク）の文化事業に携わる。1924年の初め、彼はアジテーションスタジオとクラースヌィ劇場で監督を開始した。クラースヌィ劇場のこけら落としのために、劇『ジョン・リード』（1924年10月24日初演）を執筆、上演した。フォンタンカ河岸通りのシュヴァロフスキー宮殿に、出版会館の実験的劇場（Театр Дома печати）を創設した。ここで、自らをメイエルホリドの後継者と見なしたテレンチエフは、自身の劇『結び目』、オペラ『ジョン・リード』（1926年、ウラジーミル・ カシニツキー作曲）、ゴーゴリの『監察官』（この上演への批評の一つを、A. ピオトロフスキーが出版している）、劇『ナターリヤ・タルポワ』（S.セミョーノフによる同名の小説に基づく）を上演した。
1928年、テレンチエフは、出版会館劇場の劇団員と、モスクワのメイエルホリド劇場で客演を行った。客演は成功し、 アナトリー・ルナチャルスキーは劇場をモスクワに移転させることを提案したが、テレンチエフは施設も資金も受け取らず、劇団は解散した。テレンチエフはウクライナへと発ち、オデッサではアフィノゲノフの『奇人』を上演し、ハリコフでは『監察官』を上演した。ドニエプロペトロフスクにあるゴーリキーのロシア演劇劇場で働き、ウクライナの青年劇場を創設した。
1931年、テレンチエフはドニエプロペトロフスクで逮捕される。ソ連の刑法第58条の容疑で起訴され、彼は5年間の刑を宣告され、1934年初めに解放されるまで、白海運河での労働によって刑期を務めた。テレンチエフはモスクワに赴き、劇場で仕事を見つけようとするが失敗する。彼はケルチでの内戦の出来事に関する映画『石の反乱』（Восстание камней）の撮影を開始したが、作品は完成しなかった。テレンチエフは、雇傭契約による宣伝工作班として、モスクワ＝ヴォルガ運河に召集された。建設現場にはマクシム・ゴーリキーが訪れ、テレンチエフの宣伝工作班はアレクサンドル・ロトチェンコにより撮影された。
1937年5月28日、テレンチエフはドミトロフで再逮捕された。ブティルスカヤ刑務所の射撃隊によって6月17日に処刑された。親族には、1959年に、「心臓機能の低下」によって1941年に彼が死亡したという偽の証明書が渡された。

## 劇場公演
- 『監察官』：ニコライ・ゴーゴリによるコメディ、レニングラード、出版会館劇場、1927年
- 『ルナパルク』：オペレッタ、音楽：ニコライ・ストレリニコフ、モスクワオペレッタ劇場、1928年

ドイツのスラヴ学者ヴォルフガング・カザックは、伝統的にテレンチエフをロシアの未来派の「弟分」として認定しようとし、テレンチエフ以来「方法論的に議論の余地はあるが」、理解可能である「（未来派の）影響」のベクトルを確立した。
「ロシア未来派としてのテレンチエフは、クルチョーヌイフ、マヤコフスキー、およびトレチャコフの影響下にあった。彼の数少ない出版物が明らかにしているのは、同様の抵抗のアプローチ、言葉の最初の意味への回帰、植字を引き離す手法を用いて新しいコンテクストにおける単語と意味に注意を向けさせる試みである。ついでに言えば、広く知られている諺への忠誠も彼の技法であり、彼はそうした諺を言語的および意味的な素材として使用するのだ。」

## 著作
- 『クルチョーヌイフ　グランディオザール』トビリシ、1919年
- 『熾天使たちが笛を吹く』トビリシ、1919年
- 『17のばかげた道具』トビリシ、1919年
- 『事実』トビリシ、1919年
- 『優しさの記録 イリヤ・ズダネーヴィチの生涯』トビリシ、1919年[注釈 2]
- 『完全な不作法に関する論文』トビリシ、1920年
- 『ジョン・リード　四幕の劇』モスクワ、レニングラード、1927年